# Autoryzacja (prawo prasowe)
Autoryzacja – wyrażenie zgody przez udzielającego informacji prasie na publiczne rozpowszechnienie swej wypowiedzi w danej formie.
Potocznie: W przypadku wywiadów prasowych, autoryzacja polega na wspólnym uzgodnieniu ostatecznego tekstu wywiadu przez osobę jej udzielającą i dziennikarza, przed jego publikacją.

## Według polskiego prawa
Art. 14a Prawa prasowego (ustawa z dnia 26 stycznia 1984 r.) reguluje kwestię autoryzacji od 12 grudnia 2017 r. Wcześniej w tym zakresie obowiązywał art. 14 ust. 2 (obecnie uchylony), który stanowił, że dziennikarz nie może odmówić osobie udzielającej informacji autoryzacji dosłownie cytowanej wypowiedzi, o ile nie była ona uprzednio publikowana.
Dziennikarz nie może odmówić osobie udzielającej informacji autoryzacji dosłownie cytowanej wypowiedzi, o ile nie była ona uprzednio publikowana lub była wygłoszona publicznie. Dziennikarz informuje osobę udzielającą informacji przed jej udzieleniem o prawie do autoryzacji dosłownie cytowanej wypowiedzi. Osoba udzielająca informacji niezwłocznie po uzyskaniu od dziennikarza informacji o powyższym prawie zgłasza mu żądanie autoryzacji dosłownie cytowanej wypowiedzi. Dokonuje ona, w braku odmiennego porozumienia stron, autoryzacji dosłownie cytowanej wypowiedzi niezwłocznie, nie później jednak niż w ciągu:
- 6 godzin - w odniesieniu do dzienników
- 24 godzin - w odniesieniu do czasopism.

Bieg powyższych terminów rozpoczyna się od momentu przekazania w sposób wzajemnie uzgodniony tekstu dosłownie cytowanej wypowiedzi przewidzianego do publikacji w prasie osobie udzielającej informacji lub osobie przez nią upoważnionej, tak aby osoba ta mogła się zapoznać z treścią tego tekstu. Nie stanowi autoryzacji zaproponowanie przez osobę udzielającą informacji nowych pytań, przekazanie nowych informacji lub odpowiedzi ani zmiana kolejności wypowiedzi w autoryzowanym tekście materiału przewidzianego do publikacji w prasie. W przypadku niedokonania lub odmowy dokonania autoryzacji w terminach określonych powyżej uznaje się, że dosłownie cytowana wypowiedź została autoryzowana bez zastrzeżeń.
Zgodnie z art. 49b i 54c Prawa prasowego publikacja dosłownie cytowanej wypowiedzi bez umożliwienia osobie udzielającej informacji dokonania autoryzacji stanowi wykroczenie i zagrożona jest grzywną, chyba że dziennikarz publikuje wypowiedź identyczną z udzieloną przez osobę udzielającą informacji.

## W praktyce
Dziennikarz ma obowiązek przekazania wypowiedzi rozmówcy do autoryzacji, jeżeli ten wyraźnie sobie tego zażyczy. Praktyka dziennikarska jest taka, że jeśli rozmówca tego zastrzeżenia nie poczyni, domniemywa się, iż autoryzacji nie żąda. Poza tym, nie jest generalnie przyjęte autoryzowanie tekstów, a jedynie wywiadów i wypowiedzi cytowanych w tekstach.

## W innych krajach
Autoryzacja jest oryginalnym tworem prawodawstwa polskiego. Oprócz Polski konstrukcja ta szczątkowo występuje także w Niemczech, gdzie przybiera postać obowiązku "pokazywania tekstu informatorowi", który to obowiązek zawarty jest jednak nie w treści ustawy, lecz w przepisach korporacji dziennikarskiej (związku zawodowego).

## Zagadnienia szczegółowe
Autoryzacji można się zrzec – zarówno wprost przez stosowne oświadczenie woli, jak i w sposób dorozumiany. Szczególną formą zrzeczenia się autoryzacji jest zwołanie konferencji przez rzecznika prasowego.
Autoryzacji podlegają tylko wypowiedzi cytowane wprost – czyli w praktyce wywiady. Do 11 grudnia 2017 r. włącznie odmowa autoryzacji teoretycznie stanowiła przestępstwo, zagrożone grzywną albo karą ograniczenia wolności. Przepis karny (art. 49 Prawa prasowego) nie był stosowany w praktyce, a sprawy dotyczące autoryzacji rozstrzygane były sporadycznie przez sądy cywilne.
Sposobem obejścia przepisów nakładających na dziennikarza obowiązek autoryzacji jest przekształcenie wypowiedzi z dosłownego cytatu w mowę zależną.

## Krytyka
Prawny obowiązek autoryzacji poddawany jest krytyce jako reliktowe i nieskuteczne rozwiązanie minionej epoki, w rzeczywistości nakierowane na umożliwienie politykom i osobom znanym blokowania publikacji wypowiedzianych przez siebie pochopnie słów.